# Ratto di Proserpina (Rembrandt)
Il Ratto di Proserpina è un dipinto a olio su tavola (84,5x79,5 cm) realizzato nel 1632 circa dal pittore Rembrandt Harmenszoon Van Rijn.
È conservato nel Staatliche Museen di Berlino.
Proserpina, figlia di Cerere, viene rapita da Plutone, dio degli inferi, che si era invaghito di lei, il quale emerge dall'oltretomba da una grotta situata nel Lago di Pergusa nei pressi di Enna, dove secondo il mito Proserpina era intenta a cogliere fiori. La scena raffigurata è molto forte: il dio ha ghermito la fanciulla sul suo carro, mentre le fanciulle che la accompagnavano cercano disperatamente di trattenerla. Proserpina lotta, ma ormai i cavalli stanno già varcando le soglie del regno dei morti.
La drammaticità della scena è evidenziata dalla luce, che divide a metà il quadro: a sinistra, il mondo dei vivi, a destra, il buio dell'Ade.